# Nang Keo Phimpha
Nang Keo Phimpha, född 1343, död 1438, var regerande drottning i Lan Xang (Laos) år 1438. Hon var den första och enda kvinnliga monarken i Laos' historia. Hennes riktiga namn är okänt; Nang Keo Phimpha är ett öknamn som betyder "Den grymma". Hon var de facto härskare i Laos från 1429 till 1438. 
Nang Keo Phimpha var syster till kung Samsenethai av Lan Xang, som avled 1416; han efterträddes av sin son, Lan Kham Deng. När hennes brorson avled 1428 och efterträddes av sin son Phommathat, rådde ett kaotiskt tillstånd i Laos. Hon lät avsätta sin brorsons son i en kupp, halshögg honom och krönte sin egen son Khamtum 1429. Hon lät avsätta sin son några månader senare, och uppsatte sin brorson Meunsai på tronen.
1430 lät hon avsätta och mörda kung Meunsai och ersatte honom med en annan brorson, Khon Kham. Efter ett år avsatte hon denne och ersatte honom med en ny brorson, Kham Tem Sa. Denne regerade endast fem månader innan hon ersatte honom med näste brorson, Lu Sai, som var kung ett halvår 1434; alla var söner till hennes bror Samsenethai. Hon lät broderns sonson Khai Bua Ban vara kung 1435-36, innan hon placerade den illegitime brorsonen Khong Keut på tronen. 
När denne avled av naturliga orsaker 1438, besteg hon för första gången själv tronen och utropade sig till regerande drottning och monark. Det fanns andra kvinnliga regenter i Laos historia, som regerat som ställföreträdare för äkta män och söner, men hon är den enda kvinnliga monarken som regerat i eget namn. Hennes officiella regeringstid varade endast några månader innan hon avsattes och avrättades vid 95 års ålder.